# Ukiha
Ukiha (japanska: うきは市?, Ukiha-shi) är en stad i Fukuoka prefektur i södra Japan. Staden fick stadsrättigheter 2005.